# Makarska
Makarska este un oraș în cantonul Split-Dalmația, Croația, având o populație de 13.834 de locuitori (2011).

## Demografie
Componența etnică a orașului Makarska
     Croați (95,43%)
     Sârbi (1,16%)
     Necunoscut (0,43%)
     Neclasificat (2,3%)
Componența confesională a orașului Makarska
     Catolici (84,41%)
     Fără religie și atei (8,48%)
     Agnostici și sceptici (1,39%)
     Necunoscută (3,48%)
     Alte religii (2,23%)
Conform recensământului din 2011, orașul Makarska avea 13.834 de locuitori. Din punct de vedere etnic, majoritatea locuitorilor (95,43%) erau croați, cu o minoritate de sârbi (1,16%). Apartenența etnică nu este cunoscută în cazul a 0,43% din locuitori. Din punct de vedere confesional, majoritatea locuitorilor (84,41%) erau catolici, existând și minorități de persoane fără religie și atei (8,48%) și agnostici și sceptici (1,39%). Pentru 3,48% din locuitori nu este cunoscută apartenența confesională.

## Personalități născute aici
- Tea Pijević (n. 1991), handbalistă.